# 門田康澄
門田 康澄（かどた やすずみ）は、戦国時代から安土桃山時代にかけての武将。長宗我部氏の家臣。

## 略歴
紀伊国根来衆の出身。天正年間（1573年～1592年）に土佐国に渡って長宗我部元親に仕え、はじめは能勢次郎兵衛と称した。その後、伊予国の美間郷高森の合戦で功を立てたことにより、長岡郡門田郷を与えられて門田氏と称した。
文禄2年（1593年）、病気となり朝鮮の役に参加できず、翌年に58歳で死去した。